# Роган, Виктор
Виктор Роган (серб. Виктор Роган; род. 12 декабря 2002, Белград) — сербский футболист, защитник клуба «Борац».

## Клубная карьера
Роган — воспитанник клубов «Партизан» и «Чукарички». 18 мая 2021 года в матче против «Радника» он дебютировал сербской Суперлиге. 13 ноября 2022 года в поединке против «Младости» Виктор забил свой первый гол за «Чукарички». В 2025 году Роган перешёл в боснийский «Борац». 13 февраля в поединке Лиги конференций против люблянской «Олимпии» Виктор дебютировал за основной состав. 23 февраля в матче против «Посушье» он дебютировал в чемпионате Боснии и Герцеговины.